# Interneringslägret Yodok
Yodŏk är ett av de mest kända koncentrationslägren i Nordkorea. Lägret är beläget i landskommunen Yodŏk i provinsen Södra Hamgyong. Det officiella namnet är Kwan-li-so (omskolningcenter) nr 15. På 1990-talet fanns uppskattningsvis 30.000 fångar i lägrets helt slutna livstidsområde, och runt 16.500 i "revolutioneringsområdet", varav många familjemedlemmar till fångar och personer repatrierade (hemflyttade) genom kidnappning eller annat tvång från Japan, Sydkorea eller Kina.
Lägret har ett slutet livstidsområde men även ett "revolutioneringsområde" (hyeok-myong-hwa-koo-yeok) från vilket fångar ibland frigetts vilket har lett till att det finns vittnesmål från flyktingar om Yodŏk.
Lägret omges av ett taggtrådsstängsel tre till fyra meter och murar två till tre meter, försedda med elstängsel ovanpå. Stängslet bryts av med vakttorn och patrulleras av 1.000 vakter beväpnade med automatgevär, handgranater och vakthundar. I revolutioneringsområdena utförs offentliga avrättningar.